# Hof von Holland

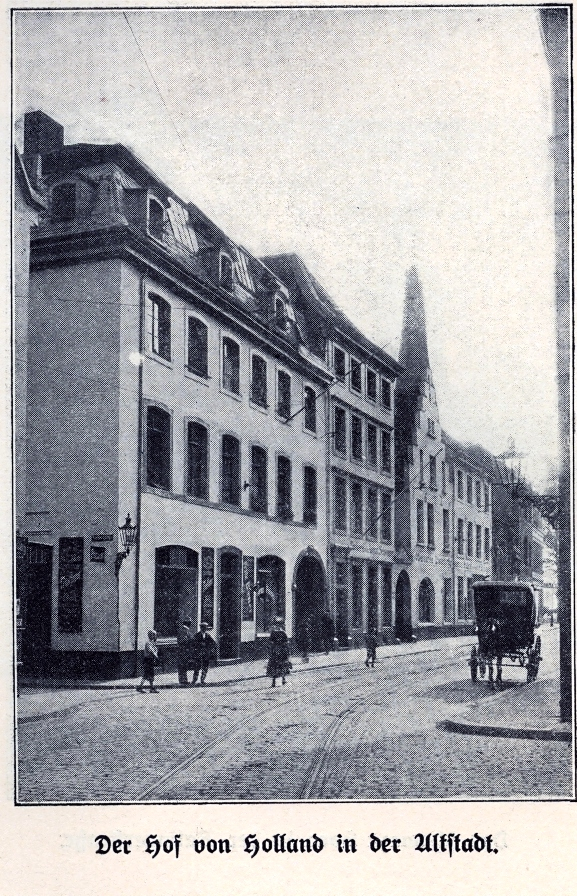
Düsseldorf, Altstadt, Hof von Holland

Der Hof von Holland an der Altestadt 17, Ecke Liefergasse, in Düsseldorf war ein Hotel, „in dem jahrzehntelang die Großen der Welt einschließlich der Fürsten und Könige abgestiegen waren“. Der Hof von Holland war im 18. Jahrhundert der „vornehmste Gasthof in Düsseldorf.“ Der Hof besteht nicht mehr.

## Geschichte
1691 verkaufte es Freifrau von Virmund zu Neersen an den Lic. juris Adam Esch und seine Frau Helena Morn. Die „Juffer“ Esch verpachtete es 1714 an Freiherrn Degenhard Bertram von Spee auf zwölf Jahre. Danach hieß es Hof von Holland und gehörte den Eheleuten Coustol. Diese verpfändeten es im Jahre 1786.
Nach Heinrich Ferber und Hans Müller-Schlösser wurde das Hotel insbesondere durch seine hohen Gäste bekannt. Es „beherbergte die vornehmsten Personen, sogar Kaiser und Könige sind dort abgestiegen.“

Anzeigen über dortige Gäste erschienen regelmäßig in den Gülich und Bergischen wöchentlichen Nachrichten. 1780 wohnte hier dreimal der König von Schweden.

„Heute, am 13. Juli 1780, früh 2 Uhr, trafen S. Königl. Schwedische Majestät unter dem Namen eines Grafen von Löwenhaubt hier ein und stiegen in dem Gasthof von Holland ab. Nach 10 Uhr besahen Allerhöchst dieselben die Gallerie, woselbsten Sie ohngefehr 2 Stunden verweilten, von da aber sogleich die Reise nach Aachen und Spaa fortsetzten.“

Am 23. Juli 1780 passierte der König von Schweden zum zweiten Mal die Stadt. Von Paris kommend, gelangte er am Abend in den Hof von Holland und speiste dort und fuhr um 11 Uhr nach Schweden zurück. Am 13. Juni 1791 kam er zum Hof, wo er unter dem Namen eines Grafen von Haga hier durch nach Aachen reiste.
Kaiser Paul von Russland wohnte hier am 25. Juli 1782, um die Gemäldegalerie Düsseldorf zu besuchen.

„Gestern hatten wir das Glück, die gräflich Nordischen Herrschaften in unseren Mauern zu sehen. Die Ankunft war zwischen 4 und 5 Uhren Nachmittags, und zwar ohne einiges Cermoniel, indem die sonst übliche Ehrenbezeigungen von Höchst denenselben verbeten worden. Das Absteige-Quartier war der berühmte grosse Gasthof zum Hof von Holland, woselbst Höchtgedachte Herrschaften eine kurze Zeit verweilten, die hiesige kurfürstliche Gallerie besuchen und diesem Nacht in gedachtem Gasthof übernachteten. Höchtdieselbe haben heute morgem um 5 Uhren hiesige Stadt verlasen und ihre Reise auf Coblenz fortgesetzet. Die Menge der durch das Verlangen diese hohen Herschaften zu sehen hiehin gekommener Fremden und Nachbaren war so gros, dass nicht alle beherberget werden konnten und viele des nämlichen Abends noch ihren Rückweg nehmen mussten um ausserhalb der Stadt unterzukommen.“

Am 5. Mai 1784 passierte Erzherzog Maximilian, Kurfürst von Köln, auf dem Weg nach Münster die Stadt Düsseldorf. Am 21. Mai 1784 kehrte er auf seiner Rückkehr unter den Namen eines Grafen von Stromberg im Hof von Holland ein um die Sehenswürdigkeiten Düsseldorfs (Gemäldegalerie und Residenzschloss) zu besichtigen:

„nahme Dehro Einkehr in dem berühmten Gasthof zum Hof von Holland, gingen von da zu Fues auf hiesiges fürstliches Residenzschloss, nahmen dasselbst die Gallerei in Augenschein und reisete am 22. Morgens um 1/2 5 Uhr nach Brüssel.“

Am 29. Dezember 1785 besuchte der Erzherzog Maximilian, Kurfürst von Köln erneut den Hof von Holland:

„Heute Vormittags gegen 11 Uhr trafen Ihro Churf. Durchl. von Cöln unter dem beliebten Namen eines Grafen von Stromberg hier ein, nahmen das Absteigquartier im Gasthof zum Hof von Holland, woselbsten ein hoher Adel hiesiger Stadt die Gnade hatte S.D. unterthänigst zu bekomplimentiren; nach eingenommenen Mittagsmahl verfügten sich Höchstdieselben zu des Herrn Canzleren Reichsgrafen Carl von nesselrode Excellence verharreten dselbsten bis der Tagesball seinen Anfang nahm und beehreten diesen mit Höchstdero Gegenwart kehrten sodann nach dem Hotel zurück, soupierten derselbst und um 9 hr geschahe die Abreise vonher über Cöln nach Bonn.“

Die Zeitung berichtete, dass am 11. Juni 1784 der Prinz von Hessen-Kassel im Gasthof übernachtete.

„Gegen 5 Uhr langten Ihro Durchl. der Prinz von Hessen-Cassel samt Höchstdero Suite hier an, nahmen die Einkehr in dem berühmten Gasthof zum Hof von Holland, besahen die hiesige Churfürstliche Gallerie und sezten heute morgen um 5 Uhr die Reise nach Paris fort.“

Andere bekannte Gäste waren der Kurfürst von Trier, die Fürstin von Essen und Thorn, Prinz Xaver von Sachsen, Graf und Gräfin von Sachsen, Graf und Gräfin von Artois K. H., die Prinzessin von Nassau, der Fürstbischof von Lüttich, Graf von Hoensbroech, der Erzbischof von Rheims, Herzog von Guise, Statthalter des Kurfürsten Karl Theodor, und schließlich der Herzog Wilhelm in Bayern im Jahre 1803. 1806 wurde der Gasthof geschlossen. Der Hof wurde nun von zwei Witwen, Reichsgräfinnen von Hatzfeldt, die jüngere mit ihrem Söhnchen, bezogen. Das Gebäude wurde danach unter dem Posthalter Gerlach Posthalterei. Auch 1817 befand sich dort noch die Posthalterei, obwohl die Ober-Posthalterei unter Maurenbrecher in der Benrather Straße etabliert worden war. Im 19. Jahrhundert gehörte der Hof dem oft genannten Rentner von Bouverot.

## Namensgleiche Gebäude
Geschichtsträchtige Hotels gleichen Namens existierten unter anderem auch in Emmerich (1650 bis 1944), Remagen und heute noch in Bonn.